# Aderus canescens
Aderus canescens é uma espécie de besouro pertencente à família Aderidae. Foi descrito cientificamente por George Charles Champion em 1893.

## Distribuição geográfica
Habita em México.